# U-Bahn-Station Schottenring
Schottenring is een metrostation op grens van de districten Innere Stadt en Leopoldstadt van de Oostenrijkse hoofdstad Wenen. Het station werd geopend op 6 augustus 1901 en wordt bediend door de lijnen U2 en U4. Het station ligt bij het punt waar het noordelijke deel van de Ringstraße, de Schottenring, uitkomt bij het Donaukanaal. De naam verwijst naar het klooster dat in 1155 door Ierse benedictijnse monniken werd gesticht in het noorden van Wenen.

## Stadtbahn
In de tweede helft van de 19e eeuw groeide de Weense bevolking fors en openden verschillende spoorwegmaatschappijen een kopstation aan de rand van de stad. Om het vervoer tussen de buitenwijken en de binnenstad te verbeteren en de kopstations onderling te verbinden werd in 1892 besloten tot de aanleg van de Stadtbahn met vier lijnen waaronder de Donaukanallinie. Deze ongeveer 5 km lange lijn langs het Donaukanaal tussen de monding van de Wien en Heiligenstadt werd rond de eeuwwisseling gebouwd en kreeg onder andere een station bij het Kaiserbad.
Het station werd ontworpen door Otto Wagner in opdracht van de Commission für Verkehrsanlagen in Wien onder de naam Kaiserbad. Het station werd opgeleverd in mei 1900 maar werd pas ruim een jaar later geopend als Schottenring. In 1918 werd het station gesloten en pas, na de elektrificatie van de Stadtbahn, in de herfst van 1925 heropend.

## Metro

### Station Ringturm
Op 26 januari 1968 werd besloten om een metronet aan te leggen waarbij de Donaukanallinie onderdeel zou worden van lijn U4. De nadere uitwerking van het metronet, de U-Bahn-Netzvariante M uit 1970, noemde het station Ringturm en het zou de splitsing van de U4 moeten worden, waarbij de zijlijn U4A naar het westen zou lopen. Hoewel het stationsgebouw en de eveneens door Wagner ontworpen stuwdam tijdens de Slag om Wenen vrijwel onbeschadigd bleven werden ze in 1970 gesloopt tijdens de reconstructie van het Donaukanaal en de voorbereidingen voor de ombouw van de Stadtbahn tot metro. De ombouw tot metro vond plaats tussen 1976 en 1981, waarbij het station ten behoeve van de aftakking vier sporen met twee eilandperrons kreeg in plaats van dubbelspoor met zijperrons.

### Ringlijn
De wens om een ringlijn rond het centrum te vormen leidde ertoe dat het oostelijke deel van de zijlijn gekoppeld werd aan de Lastenstraßetunnel zodat de middelste sporen van station Ringturm het oostelijke eindpunt zouden worden van U2. De sneltrams op de Stadtbahn bedienden het station op 31 maart 1978 voor het laatst en op 3 april 1978 gingen de diensten van de U4 van start zonder dat het station werd omgedoopt. Op 30 augustus 1980 begon ook de dienst op U2. In 1981 werd begonnen met de U2/U4 als de gewenste ringlijn rond de binnenstad, dit werd echter al na drie weken beëindigd in verband met de veroorzaakte verstoringen.

### Onder water
Vanaf 1990 werd er onderzocht hoe het zuidelijke deel van Donaustadt aansluiting op de metro kon krijgen. De zuidelijke variant zou vanaf Karlsplatz als verlenging van U2 naar het oosten lopen, de noordelijke, waar in 1998 toe besloten werd, loopt vanaf Schottentor naar het oosten. Om dit mogelijk te maken moest de U2 onder het Donaukanaal door en werd vanaf Schottentor een helling gebouwd naar de nieuwe perrons voor de U2 die op 23 meter diepte onder het water van het Donaukanaal liggen. Deze nieuwe perrons liggen beide in een eigen buis, aan de westkant zijn ze met roltrappen verbonden met de verdeelhal uit 1978, aan de oostkant zijn ze met een trappenhuis en lift verbonden met een uitgang aan de oever in Leopoldstadt. De ombouw van het station begon in 2002, waarbij een van de twee sporen van U2 werd verwijderd. Het andere spoor werd geschikt gemaakt voor de Spaanse methode en U2 maakte tijdens de ombouw kop op dit spoor. De perrons onder het Donaukanaal werden op 10 mei 2008 geopend voor reizigersverkeer. Daarna is ook het spoor waar de U2 sinds 2002 kopmaakte verwijderd en is er een breed eilandperron tussen de sporen van de U4.

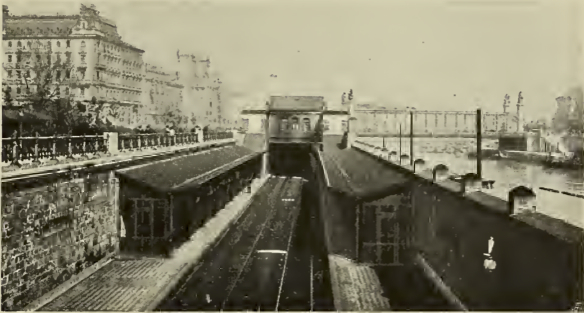
Het station in 1905.
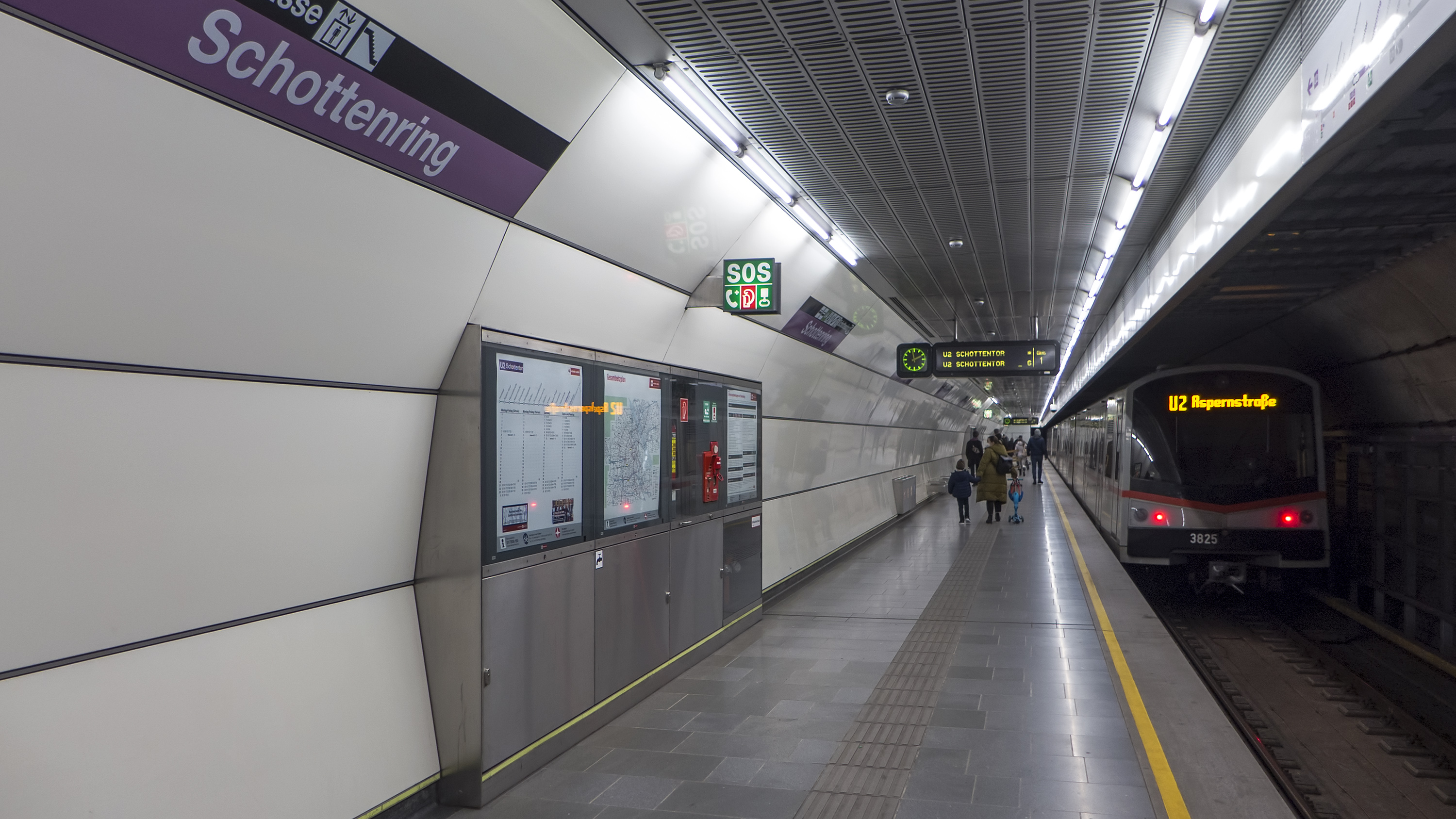
Het noordelijke perron van de U2.
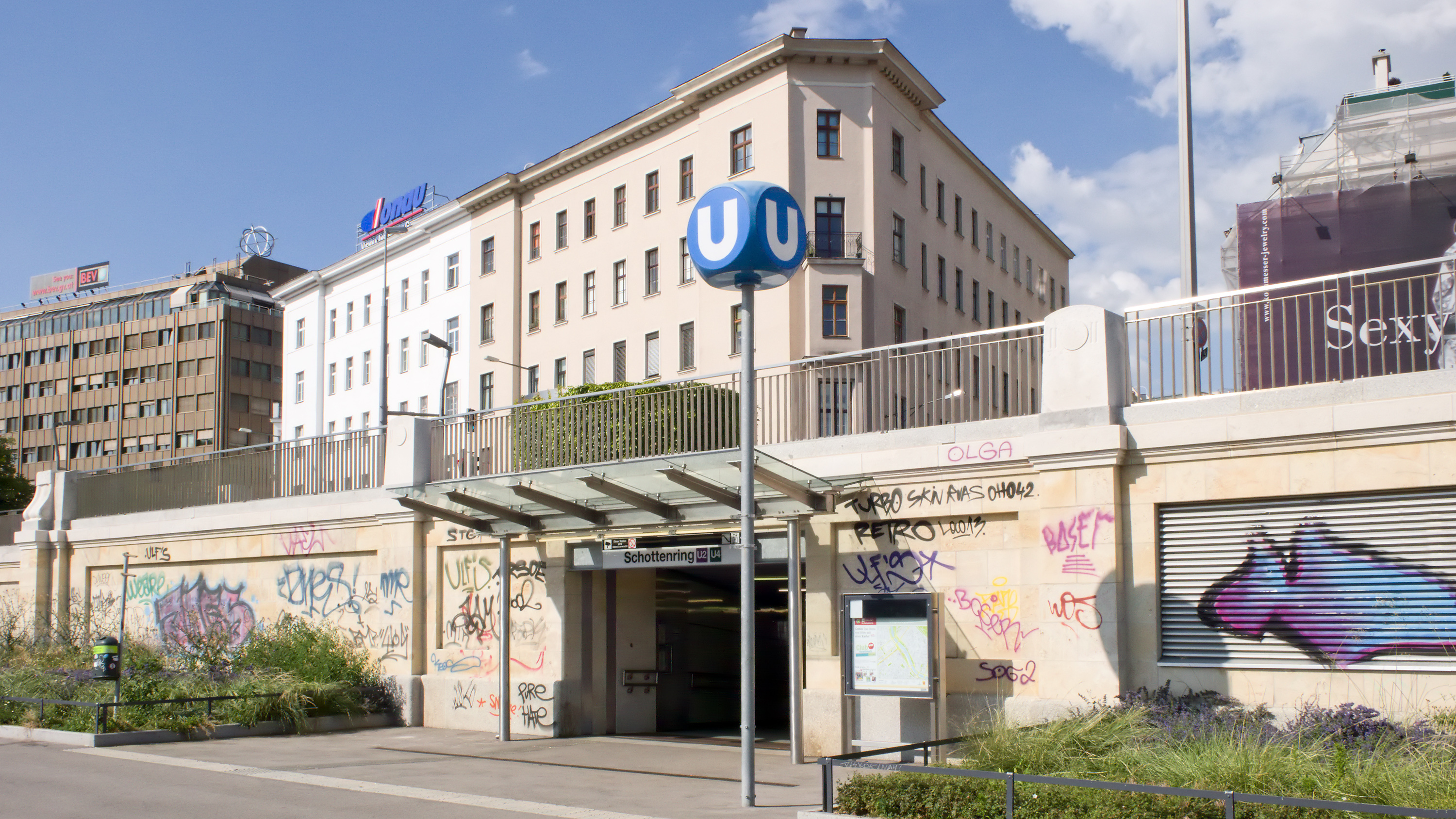
De oostelijke uitgang.